# Aphis fluvialis
Aphis fluvialis är en insektsart. Aphis fluvialis ingår i släktet Aphis och familjen långrörsbladlöss. Inga underarter finns listade i Catalogue of Life.